# 秘鲁国家航空508号班机空难
秘鲁国家航空508号班机空难是一起發生在1971年12月24日的空难。当时，一架洛克希德L-188A型飞机在从利马飛往普卡尔帕的途中因雷暴而坠毁。这起空难共造成91人遇难，只有一名17岁的女孩生还。
飞机在3000米的高空被雷電擊中而解体后，名叫朱利安娜·克普克的女孩连同她的座椅坠落在亚马逊雨林中并幸运地生还。10天後，当地的伐木工人救了她。事发后几个星期，秘鲁国家航空失去了运营许可。

## 事故经过
1971年12月24日，聖誕節的前夕，秘鲁国家航空508号班机于当日午后飞离利马豪尔赫·查韦斯国际机场，按计划飞机应在经停普卡尔帕后飞往伊基托斯。飞机在21000英尺的高空飞入一片夹杂着少量亂流的雷暴区。有证据显示，飞行员为了不让节日当天的航班晚点，於是硬闖入雷暴區继续飞行。
唯一的幸存者是一名17岁的秘鲁籍德国女孩，名为朱莉安·科普克（Juliane Koepcke）。事后，她这样描述道：
飞机越来越颠簸，窗外的云也变得越来越黑。随后，我们飞入一片漆黑的云层中，在那充斥着雷鸣和闪电的风暴中央，黑暗笼罩了我们，窗外的闪电接连不断地落下。接着，我看见飞机右翼上闪烁着光芒......发动机被闪电打到了。
下午12:36左右，一束闪电引燃了右翼油箱，造成飞机結構失效并坠落。虽说闪电击中引擎的情况并不多见，但这款飞机并不适合在亂流中飞行。科普克宣称，机翼绝对没有爆炸。不过在机翼脱落后，飞机很快就解体了。飞机解体后，被安全带固定在椅子上的科普克落到了3千米下的亚马遜雨林中。尽管她全身多处受伤，但她还是在雨林里走了10天。最后，她找到了一座小屋并在那里停留，小屋主人在发现女孩后立刻用独木舟把她带回了文明社会。随后人们发现，还有约14名乘客（包括科普克的母亲）在坠落中生还，但他们都因救援不及时而死去。

## 事故调查
秘鲁调查员认为以下事实造成了该起事故的发生：
起飞约40分钟后，飞机进入了一片有强湍流和闪电的区域。飞机以21000英尺的高度在这样的天气下飞行20分钟后，一道闪电击中了飞机并致其解体。飞机起火并坠入附近的山地中。
最终调查报告对事故原因总结如下：

飞机遭遇的雷击致使飞机右翼脱落，机身起火。机组执意在危险天气下飞行。

## 科普克的生还
朱莉安·科普克当时是一名在利马上学的中学生，她的志向是成为一名像他的父亲汉斯-威廉·科普克（Hans-Wilhelm Koepcke）那样的生物学家。她的母亲，玛利亚·科普克（Maria Koepcke），是当时秘鲁鸟类学界的领军人物。当时，朱莉安·科普克的母亲和她的女儿在回家的路上。她们的家位于Panguana，一座由朱莉安母亲在几年前于普尔卡帕发现的自然保护区。事发当天她们的父亲汉斯正在等妻女回家过圣诞节。不幸的是，只有朱莉安在空难中生还。
她是这样描述这起事故的：
在引擎传来的巨响和机上的乘客的尖叫过后，飞机就开始急速下降。接下来，我只感到十分安静，跟坠机前的混乱比起来难以置信的安静。我只能听见耳畔的风声。我依然被固定在椅子上，而坐在我身边的两个人，包括我的母亲，已经不见了。我知道，我正在进行自由落体。随后，我就陷入了尾旋。我感觉，我身下的雨林就像绿色的菜花或是西兰花一样。随后我就失去了知觉，等到我再度醒来时，已经是第二天了。
科普克生还的原因依然是个谜。不过有些人认为，座椅可能立了大功。在下落过程中座椅可以像个直升机一样不断旋转从而减缓下落速度。另外，在即将触地时，雨林中的树木也可能起了缓冲的作用。
19小时后，科普克恢复了意识。当时，她身上只有一件无袖连衣裙，她的眼镜和一只拖鞋都丢了。这些衣物可能是在下坠过程中被扯掉的。她胫骨骨折，前交叉韧带损伤，胳膊和腿上也有多处伤口。并且，她的眼睛因快速失压导致的毛细血管扩张而肿胀。
科普克知道，在雨林中生存可能要比她之前经历过的事更加危险。整整半天后，她才克服头晕站起来。尽管她自己也受了伤，她还是把第一天花在了寻找自己的母亲上。在搜寻过程中，她发现了一包糖果，这包糖果成了她接下来的几天中唯一的食物来源。在经过了一天寻找后依然无果的情况下，她决定放弃寻找并寻求救援。
科普克凭着父亲教给她的求生知识决定向下游走。由于她眼部受伤和眼镜的丢失，她的视力受到了影响。不过，她依然大胆地沿着河岸向前走去。她一直保持着对毒蛇的警惕，一路上不断用抛掷鞋子的方式来避开前方道路上的蛇。幸运的是，她并没有碰到蛇。途中，她还看见了部分遇难者的尸体。
在沿着河走了数天后，科普克的伤口开始感染了。她胳膊上的一条伤口甚至生了蛆。十天后，科普克终于找到了一只小船。为了清除伤口中的蛆，她按照父亲给狗清创的方法，用发动机中的柴油冲洗胳膊上的伤口。蛆虫起初还试图往她胳膊里面钻，但到了最后，它们又爬到了伤口表面并被科普克揪了出去。
科普克後來找到一間伐木工人的小屋並停留下來休息。之後，被三个伐木工人發現，给女孩提供了食物并处理了她的伤口。在照顾她一段时间后，伐木工人花了7個小時開船将科普克載到附近一个村子。在科普克到达村庄后，当地一名飞行员志愿将科普克用飞机送到了普卡尔帕.经过了55分钟的飞行后，科普克进入了一所由传教士运营的医院。第二天，科普克与他的父亲重聚。科普克痊愈后与他的父亲一同帮助搜索队伍确定了坠机地点。1月12日，救援队发现了科普克母亲的尸体。显然，她在坠落地面后又活了几天，不过最后她还是因伤重去世。

## 扩展阅读
- LAN哥倫比亞航空8250號班機空難
- 南斯拉夫航空367号班机空难
- 商业客机事故列表
- 泛美航空214号班机空难